# 可賓氏骨螺
可賓氏骨螺（学名：Murex coppingeri）为骨螺科骨螺屬下的一个种。